# Charles Caruana
Charles Caruana (* 9. Oktober 1932 in Gibraltar; † 1. Oktober 2010 ebenda) war römisch-katholischer Bischof von Gibraltar.

## Leben
Charles Caruana verbrachte die Zeit des Zweiten Weltkrieges in London und Nordirland, wo er von den Christian Brothers erzogen wurde. Er war als Offizier und im Öffentlichen Dienst tätig und trat 1953 in das Priesterseminar ein. Am 24. Mai 1959 empfing er die Priesterweihe. Seine erste pastorale Aufgabe war die eines Aushilfspriesters in der Kathedrale von Gibraltar. Sechs Jahre später wurde er zum Pfarrer der Herz-Jesu-Kirche ernannt. 1975 wurde er durch den Bischof von Gibraltar, Edward Rapallo, zum Administrator der Kathedrale ernannt. Über 12 Jahre war er Krankenhausseelsorger im Sankt-Bernard-Krankenhaus und über 10 Jahre lang Gefängnisseelsorger. Bischof Bernard Patrick Devlin ernannte ihn zum Generalvikar; Papst Johannes Paul II. ernannte ihn zum Monsignore.
1998 wurde Charles Caruana durch Papst Johannes Paul II. zum Bischof des Bistums Gibraltar ernannt. Die Bischofsweihe spendete ihm am 24. Mai 1998 der Erzbischof von Westminster in England, George Basil Kardinal Hume OSB; Mitkonsekratoren waren Michael George Bowen, Erzbischof von Southwark in England, und sein Amtsvorgänger, Bernard Patrick Devlin. Sein Wahlspruch lautete Sapientia et amor Dei.
Charles Caruana wurde 1998 in den Ritterorden vom Heiligen Grab zu Jerusalem investiert. Er war von 1998 bis 2010 Großprior der 1985 als Magistraldelegation gegründeten Statthalterei des Ritterordens vom Heiligen Grab zu Jerusalem in Gibraltar.
Er war Chaplain Commander (CStJ) des Order of Saint John. 2008 wurde er durch Königin Elisabeth II. zum Commander of the British Empire (CBE) ernannt. Im März 2010 wurde seinem altersbedingten Rücktrittsgesuch durch Papst Benedikt XVI. stattgegeben. Im selben Jahr starb er in Gibraltar an den Folgen eines Sturzes. Er wurde in der Cathedral of St. Mary the Crowned von Gibraltar bestattet.
Charles Caruana arbeitete auch intensiv mit der jungen christlichen Arbeiterbewegung (Movimiento de Trabajadores Jóvenes Cristianos) zusammen. Gemeinsam mit Edward Rapallo gründete er die Katholische Charismatische Erneuerungsbewegung in Gibraltar (Movimiento de Renovación Carismática Católica de Gibraltar).

## Schriften
- The rock under a cloud. Silent Books 1989, ISBN 978-1-85183-015-2.
- History of Our Lady of Europe. Libreria Editrice Vaticana 2009, ISBN 978-88-209-8219-5.